# Donner Pál
Donner Pál (Árva Pál) (Likavka, 1902. december 1. – Prága, 1939. március 15.) csehszlovákiai-magyar újságíró, rádiós szerkesztő, műfordító.

## Életpályája
Egy ideig a Prágai Magyar Hírlapnál dolgozott, azután a Magyar Újság prágai szerkesztője volt. Az 1930-as években a prágai rádió magyar osztályának vezetője és a minisztertanács mellett működő kisebbségi osztály munkatársa volt. 1934–1938 között a Prager Kiadó mindenese volt: műfordító, lektor, sorozatszerkesztő és rádiós népszerűsítő. 1939. márciusában – a németek prágai bevonulásakor – öngyilkos lett.
Műfordítóként öt kiemelkedő Karel Čapek-művet s a csehszlovák államférfiak (Masaryk, Beneš, Ivan Dérer, Milan Hodža) egy-egy művét fordította magyarra.